# Линейные корабли типа Inflexible
Линейные корабли типа Inflexible — четыре британских линейных корабля третьего ранга, построенные для Королевского флота сэром Джоном Уильямсом по проекту, утверждённому 26 февраля 1777 года. Проект представлял собой уменьшенную копию 74-пушечного типа Albion Томаса Слейда, который в свою очередь основывался на чертежах 90-пушечного HMS Neptune, строившемся по Уложению 1719 года. Таким образом, к моменту спуска головного корабля типа Inflexible проекту было уже более 60 лет и он заметно устарел. В готовых кораблях нашли недостатки по части ходовых качеств, и больше 64-пушечные по этому чертежу не строились.

## Корабли
- HMS Inflexible

Строитель: Барнард, Харвич

Заказан: 26 февраля 1777 года

Заложен: апрель 1777 года

Спущён на воду: 7 марта 1780 года

Выведен: разобран в 1820 году

- HMS Africa

Строитель: Барнард, Дептфорд

Заказан: 11 февраля 1778 года

Заложен: 2 марта 1778 года

Спущён на воду: 11 апреля 1781 года

Выведен: разобран в 1814 году

- HMS Dictator

Строитель: Бэтсон, Лаймхаус

Заказан: 21 октября 1778 года

Заложен: май 1780 года

Спущён на воду: 6 января 1783 года

Выведен: разобран в 1817 году

- HMS Africa

Строитель: Рэндалл, Ротерхит

Заказан: 16 января 1779 года

Заложен: май 1780 года

Спущён на воду: 8 июня 1781 года

Выведен: разбился о рифы в 1799 году